# U17-es labdarúgó-Európa-bajnokság
Az U17-es labdarúgó-Európa-bajnokság egy minden évben megrendezendő labdarúgó versenysorozat, amit az Európai Labdarúgó-szövetség (UEFA) szervez a 17 éven aluli labdarúgók számára. A torna 1982-től 2001-ig U16-os labdarúgó-Európa-bajnokság volt.

## Az Európa-bajnokságok összefoglalása

### U-16-os Európa-bajnokság
| Év             | Helyszín      | Döntő         | Döntő            | Döntő         | Harmadik helyért | Harmadik helyért | Harmadik helyért |
| Év             | Helyszín      | Európa-bajnok | Eredmény         | Ezüstérmes    | Bronzérmes       | Eredmény         | Negyedik hely    |
| -------------- | ------------- | ------------- | ---------------- | ------------- | ---------------- | ---------------- | ---------------- |
| 1982 részletek | Olaszország   | Olaszország   | 1 – 0            | NSZK          | Jugoszlávia      | 0 – 0 (4 – 2) ti | Finnország       |
| 1984 részletek | Németország   | NSZK          | 2 – 0            | Szovjetunió   | Anglia           | 1 – 0            | Jugoszlávia      |
| 1985 részletek | Magyarország  | Szovjetunió   | 4 – 0            | Görögország   | Spanyolország    | 1 – 0            | NDK              |
| 1986 részletek | Görögország   | Spanyolország | 2 – 1            | Olaszország   | Szovjetunió      | 1 – 1 (9 – 8) ti | NDK              |
| 1987 részletek | Franciaország | Olaszország   | 1 – 0            | Szovjetunió   | Franciaország    | 3 – 0            | Törökország      |
| 1988 részletek | Spanyolország | Spanyolország | 0 – 0 (4 – 2) ti | Portugália    | NDK              | 0 – 0 (5 – 4) ti | NSZK             |
| 1989 részletek | Dánia         | Portugália    | 4 – 1            | NDK           | Franciaország    | 3 – 2            | Spanyolország    |
| 1990 részletek | NDK           | Csehszlovákia | 3 – 2 hu         | Jugoszlávia   | Lengyelország    | 3 – 2            | Portugália       |
| 1991 részletek | Svájc         | Spanyolország | 2 – 0            | Németország   | Görögország      | 1 – 1 (5 – 4) ti | Franciaország    |
| 1992 részletek | Ciprus        | Németország   | 2 – 1            | Spanyolország | Olaszország      | 1 – 0            | Portugália       |
| 1993 részletek | Törökország   | Lengyelország | 1 – 0            | Olaszország   | Csehszlovákia    | 2 – 1            | Franciaország    |
| 1994 részletek | Írország      | Törökország   | 1 – 0            | Dánia         | Ukrajna          | 2 – 0            | Ausztria         |
| 1995 részletek | Belgium       | Portugália    | 2 – 0            | Spanyolország | Németország      | 2 – 1 hu         | Franciaország    |
| 1996 részletek | Ausztria      | Portugália    | 1 – 0            | Franciaország | Izrael           | 3 – 2            | Görögország      |
| 1997 részletek | Németország   | Spanyolország | 0 – 0 (5 – 4) ti | Ausztria      | Németország      | 3 – 1            | Svájc            |
| 1998 részletek | Skócia        | Írország      | 2 – 1            | Olaszország   | Spanyolország    | 2 – 1            | Portugália       |
| 1999 részletek | Csehország    | Spanyolország | 4 – 1            | Lengyelország | Németország      | 2 – 1            | Csehország       |
| 2000 részletek | Izrael        | Portugália    | 2 – 1 ag         | Csehország    | Hollandia        | 5 – 0            | Görögország      |
| 2001 részletek | Anglia        | Spanyolország | 1 – 0            | Franciaország | Horvátország     | 4 – 1            | Anglia           |

### U17-es Európa-bajnokság
| Év             | Helyszín      | Döntő                                | Döntő                                | Döntő                                | Elődöntősök (2007-től nincs bronzmérkőzés) | Elődöntősök (2007-től nincs bronzmérkőzés) | Elődöntősök (2007-től nincs bronzmérkőzés) |
| Év             | Helyszín      | Európa-bajnok                        | Eredmény                             | Ezüstérmes                           | Elődöntősök (2007-től nincs bronzmérkőzés) | Elődöntősök (2007-től nincs bronzmérkőzés) | Elődöntősök (2007-től nincs bronzmérkőzés) |
| -------------- | ------------- | ------------------------------------ | ------------------------------------ | ------------------------------------ | ------------------------------------------ | ------------------------------------------ | ------------------------------------------ |
| 2002 részletek | Dánia         | Svájc                                | 0 – 0 (4 – 2) ti                     | Franciaország                        | Anglia                                     | 4 – 1                                      | Spanyolország                              |
| 2003 részletek | Portugália    | Portugália                           | 2 – 1                                | Spanyolország                        | Ausztria                                   | 1 – 0                                      | Anglia                                     |
| 2004 részletek | Franciaország | Franciaország                        | 2 – 1                                | Spanyolország                        | Portugália                                 | 4 – 4 (3 – 2) ti                           | Anglia                                     |
| 2005 részletek | Olaszország   | Törökország                          | 2 – 0                                | Hollandia                            | Olaszország                                | 2 – 1 ag                                   | Horvátország                               |
| 2006 részletek | Luxemburg     | Oroszország                          | 2 – 2 (5 – 3) ti                     | Csehország                           | Spanyolország                              | 1 – 1 (3 – 2) ti                           | Németország                                |
| 2007 részletek | Belgium       | Spanyolország                        | 1 – 0                                | Anglia                               | Franciaország és · Belgium                 | Franciaország és · Belgium                 | Franciaország és · Belgium                 |
| 2008 részletek | Törökország   | Spanyolország                        | 4 – 0                                | Franciaország                        | Törökország és · Hollandia                 | Törökország és · Hollandia                 | Törökország és · Hollandia                 |
| 2009 részletek | Németország   | Németország                          | 2 – 1 hu                             | Hollandia                            | Svájc és · Olaszország                     | Svájc és · Olaszország                     | Svájc és · Olaszország                     |
| 2010 részletek | Liechtenstein | Anglia                               | 2 – 1                                | Spanyolország                        | Franciaország és · Törökország             | Franciaország és · Törökország             | Franciaország és · Törökország             |
| 2011 részletek | Szerbia       | Hollandia                            | 5 – 2                                | Németország                          | Anglia és · Dánia                          | Anglia és · Dánia                          | Anglia és · Dánia                          |
| 2012 részletek | Szlovénia     | Hollandia                            | 1 – 1 (5 – 4) ti                     | Németország                          | Lengyelország és · Grúzia                  | Lengyelország és · Grúzia                  | Lengyelország és · Grúzia                  |
| 2013 részletek | Szlovákia     | Oroszország                          | 0 – 0 (5 – 4) ti                     | Olaszország                          | Szlovénia és · Svédország                  | Szlovénia és · Svédország                  | Szlovénia és · Svédország                  |
| 2014 részletek | Málta         | Anglia                               | 1 – 1 (4–1) ti                       | Hollandia                            | Portugália és Skócia                       | Portugália és Skócia                       | Portugália és Skócia                       |
| 2015 részletek | Bulgária      | Franciaország                        | 4 – 1                                | Németország                          | Belgium és Oroszország                     | Belgium és Oroszország                     | Belgium és Oroszország                     |
| 2016 részletek | Azerbajdzsán  | Portugália                           | 1 – 1 (5–4) ti                       | Spanyolország                        | Hollandia és Németország                   | Hollandia és Németország                   | Hollandia és Németország                   |
| 2017 részletek | Horvátország  | Spanyolország                        | 2 – 2 (4–1) ti                       | Anglia                               | Törökország és Németország                 | Törökország és Németország                 | Törökország és Németország                 |
| 2018 részletek | Anglia        | Hollandia                            | 2 – 2 (4–1) ti                       | Olaszország                          | Belgium és Anglia                          | Belgium és Anglia                          | Belgium és Anglia                          |
| 2019 részletek | Írország      | Hollandia                            | 4 – 2                                | Olaszország                          | Franciaország és Spanyolország             | Franciaország és Spanyolország             | Franciaország és Spanyolország             |
| 2020 részletek | Észtország    | A koronavírus-járvány miatt elmaradt | A koronavírus-járvány miatt elmaradt | A koronavírus-járvány miatt elmaradt | A koronavírus-járvány miatt elmaradt       | A koronavírus-járvány miatt elmaradt       | A koronavírus-járvány miatt elmaradt       |
| 2021 részletek | Ciprus        | A koronavírus-járvány miatt elmaradt | A koronavírus-járvány miatt elmaradt | A koronavírus-járvány miatt elmaradt | A koronavírus-járvány miatt elmaradt       | A koronavírus-járvány miatt elmaradt       | A koronavírus-járvány miatt elmaradt       |
| 2022 részletek | Izrael        | Franciaország                        | 2 – 1                                | Hollandia                            | Portugália és Szerbia                      | Portugália és Szerbia                      | Portugália és Szerbia                      |
| 2023 részletek | Magyarország  | Németország                          | 0 – 0 (5–4) ti                       | Franciaország                        | Lengyelország és Spanyolország             | Lengyelország és Spanyolország             | Lengyelország és Spanyolország             |
| 2024 részletek | Ciprus        | Olaszország                          | 3 – 0                                | Portugália                           | Dánia és Szerbia                           | Dánia és Szerbia                           | Dánia és Szerbia                           |
| 2025 részletek | Albánia       | Portugália                           | 3 – 0                                | Franciaország                        | Olaszország és Belgium                     | Olaszország és Belgium                     | Olaszország és Belgium                     |
| 2026 részletek | Észtország    |                                      | –                                    |                                      |                                            |                                            |                                            |
| 2027 részletek | Lettország    |                                      | –                                    |                                      |                                            |                                            |                                            |

- hu - hosszabbítás után
- ti - A mérkőzés 11-es rúgásokkal dőlt el.
- ag - aranygól

## Győztesek
| Ország                     | Győztes                                                  | Második helyezett                      | Harmadik helyezett(1)      | Negyedik helyezett(1)      | Elődöntős(1)               |
| -------------------------- | -------------------------------------------------------- | -------------------------------------- | -------------------------- | -------------------------- | -------------------------- |
| Spanyolország              | 9 (1986, 1988, 1991, 1997, 1999, 2001, 2007, 2008, 2017) | 6 (1992, 1995, 2003, 2004, 2010, 2016) | 3 (1985, 1998, 2006)       | 2 (1989, 2002)             | 2 (2019, 2023)             |
| Portugália                 | 7 (1989, 1995, 1996, 2000, 2003, 2016, 2025)             | 2 (1988, 2024)                         | 1 (2004)                   | 3 (1990, 1992, 1998)       | 2 (2014, 2022)             |
| Németország                | 4 (1984, 1992, 2009, 2023)                               | 6 (1982, 1989, 1991, 2011, 2012, 2015) | 4 (1988, 1995, 1997, 1999) | 4 (1985, 1986, 1888, 1986) | 2 (2016, 2017)             |
| Hollandia                  | 4 (2011, 2012, 2018, 2019)                               | 4 (2005, 2009, 2014, 2022)             | 1 (2000)                   |                            | 2 (2008, 2016)             |
| Franciaország              | 3 (2004, 2015, 2022)                                     | 6 (1996, 2001, 2002, 2008, 2023, 2025) | 2 (1987, 1989)             | 3 (1991, 1993, 1995)       | 3 (2007, 2010, 2019)       |
| Oroszország · Szovjetunió  | 3 (1985, 2006, 2013)                                     | 2 (1984, 1987)                         | 1 (1986)                   |                            | 1 (2015)                   |
| Olaszország                | 2 (1982, 2024)                                           | 6 (1986, 1993, 1998, 2013, 2018, 2019) | 2 (1992, 2005)             |                            | 2 (2009, 2025)             |
| Anglia                     | 2 (2010, 2014)                                           | 2 (2007, 2017)                         | 2 (1984, 2002)             | 3 (2001, 2003, 2004)       | 2 (2011, 2018)             |
| Törökország                | 2 (1994, 2005)                                           |                                        |                            | 1 (1987)                   | 3 (2008, 2010, 2017)       |
| Csehország · Csehszlovákia | 1 (1990)                                                 | 2 (2000, 2006)                         | 1 (1993)                   | 1 (1999)                   |                            |
| Lengyelország              | 1 (1993)                                                 | 1 (1999)                               | 1 (1990)                   |                            | 2 (2012, 2023)             |
| Svájc                      | 1 (2002)                                                 |                                        |                            | 1 (1997)                   | 1 (2009)                   |
| Írország                   | 1 (1998)                                                 |                                        |                            |                            |                            |
| Görögország                |                                                          | 1 (1985)                               | 1 (1991)                   | 2 (1996, 2000)             |                            |
| Szerbia · Jugoszlávia      |                                                          | 1 (1990)                               | 1 (1982)                   | 1 (1984)                   | 2 (2022, 2024)             |
| Ausztria                   |                                                          | 1 (1997)                               | 1 (2003)                   | 1 (1994)                   |                            |
| Dánia                      |                                                          |                                        |                            |                            | 2 (2011, 2024)             |
| Horvátország               |                                                          |                                        | 1 (2001)                   | 1 (2005)                   |                            |
| Izrael                     |                                                          |                                        | 1 (1996)                   |                            |                            |
| Ukrajna                    |                                                          |                                        | 1 (1994)                   |                            |                            |
| Finnország                 |                                                          |                                        |                            | 1 (1982)                   |                            |
| Belgium                    |                                                          |                                        |                            |                            | 4 (2007, 2015, 2018, 2025) |
| Grúzia                     |                                                          |                                        |                            |                            | 1 (2012)                   |
| Skócia                     |                                                          |                                        |                            |                            | 1 (2014)                   |
| Szlovénia                  |                                                          |                                        |                            |                            | 1 (2013)                   |
| Svédország                 |                                                          |                                        |                            |                            | 1 (2013)                   |